# Acide uréidosuccinique
L’acide uréidosuccinique, ou acide carbamylaspartique, est un intermédiaire de la biosynthèse des pyrimidine.